# Baojun E200
Baojun E200 – elektryczny mikrosamochód produkowany pod chińską marką Baojun w latach 2018–2023.

## Historia i opis modelu

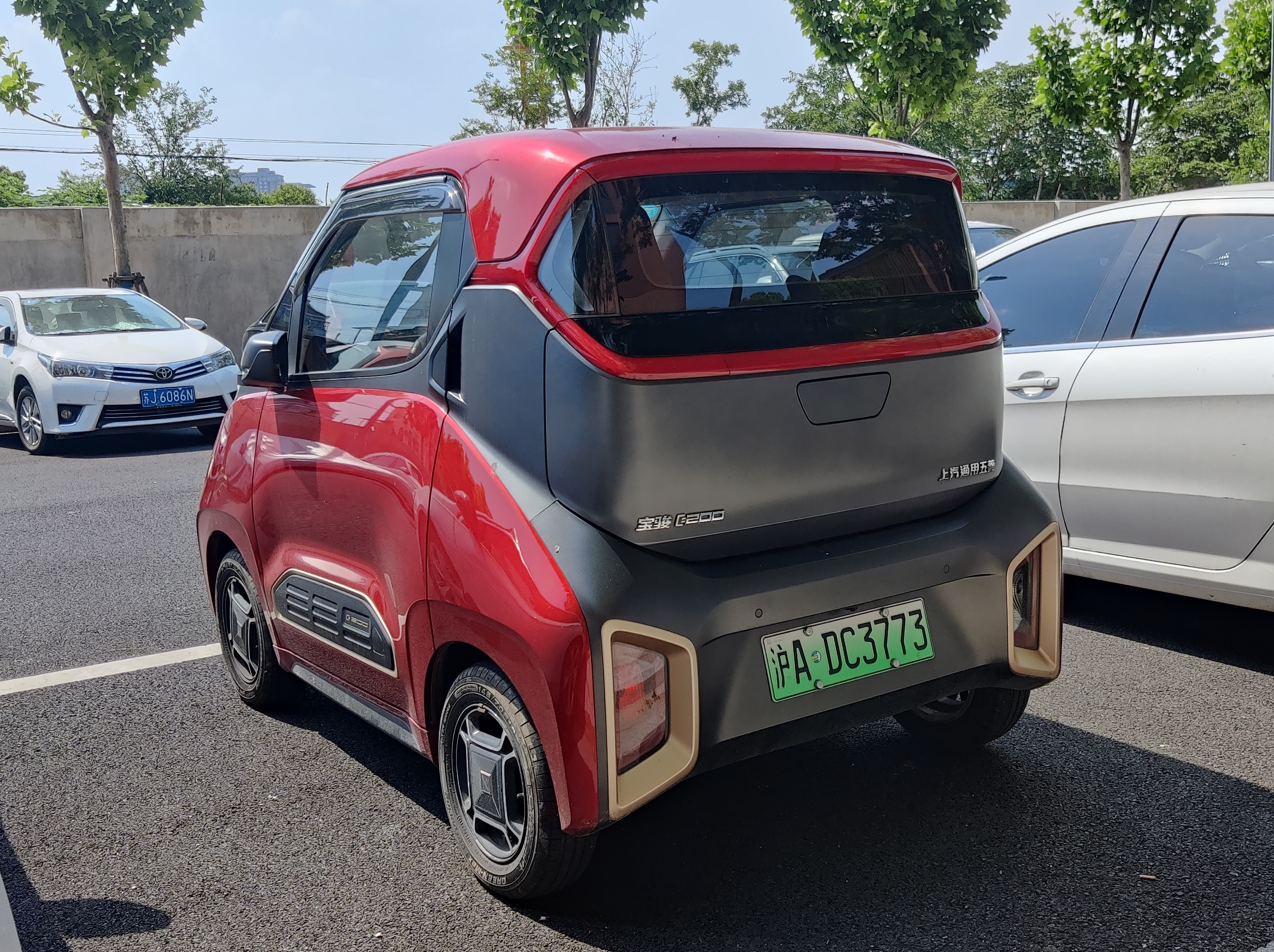
Baojun E200 - tył

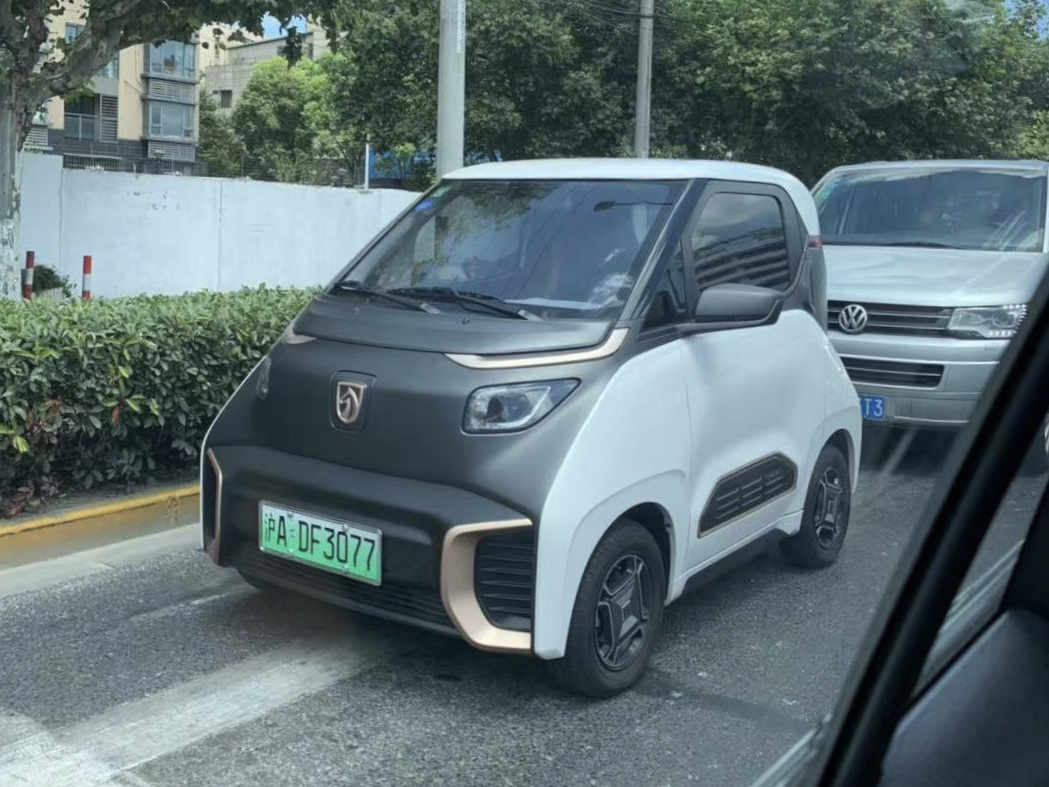
Baojun E200 w ruchu

Baojun E200 został przedstawiony we wrześniu 2018 roku jako drugi, po nieznacznie mniejszym E100, mikrosamochód o napędzie elektrycznym opracowany przez chińskiego producenta w odpowiedzi na rosnące zapotrzebowanie na tanie samochody elektryczne. 
Charakterystyczną cechą niewielkiego pojazdu została awangardowa stylistyka, charaktereyzująca się dwubarwnym malowaniem karoserii, rozdzielonymi na dwa rzędy reflektorami, a także świetlistym pasem otaczającym tylną szybę. W minimalistyczno-surowej, futurystycznej estetyce utrzymano także kabinę pasażerską.

### Sprzedaż
Podobnie jak inne modele marki Baojun, mikrosamochód E200 powstał specjalnie z myślą o wewnętrznym rynku chińskim. Sprzedaż modelu rozpoczynała się od połowy 2018 roku stopniowo, obejmując systematycznie kolejne prowincje kraju. Pojazd pozycjonowany jest powyżej modelu E100, z niemal dwa razy wyższą ceną równą 10 tysiącom dolarów amerykańskich. 
Baojun E200 przyjął także epizodycznie inne nazwy, bez planów masowej sprzedaży. Podczas wystawy Indonesia Electric Motors Show 2019 pojazd zaprezentowano lokalnej publiczności pod marką Wuling jako Wuling E200, a rok później jako MG E200 podczas AutoExpo 2020 - także w Indiach. 

### Dane techniczne
Układ napędowy Baojuna E200 składa się z baterii o pojemności 19,2 kWh, a także silnika elektrycznego rozwijającego moc 40 KM. Pojazd na jednym ładowaniu może przejechać maksymalnie 270 kilometrów według chińskiej procedury pomiarowej NEDC.